# Stade Los Cuchumatanes
Le stade Los Cuchumatanes est un stade de football situé à Huehuetenango (Guatemala).